# Columbia (South Carolina)
 For alternative betydninger, se Columbia. (Se også artikler, som begynder med Columbia)
Columbia er hovedstad i den amerikanske delstat South Carolina og er tillige administrativt centrum for det amerikanske county Richland County. Byen har 136.632(2020) indbyggere. 
Byen er berømt for sit universitet University of South Carolina, der blev grundlagt i 1801.
Columbia var rammen om South Carolinas vedtagelse af udmeldelsen af Amerikas Forenede Stater i den 17. december 1860. Under den efterfølgende borgerkrig blev byen i 1865 erobret af Nordstaternes hær, der brændte store dele af byen ned.

## Ekstern henvisning
- Columbias hjemmeside (engelsk)

- Wikimedia Commons har flere filer relateret til Columbia (South Carolina)

34°00′02″N 81°02′39″V / 34.0006°N 81.0442°V